# Françoise Saganová

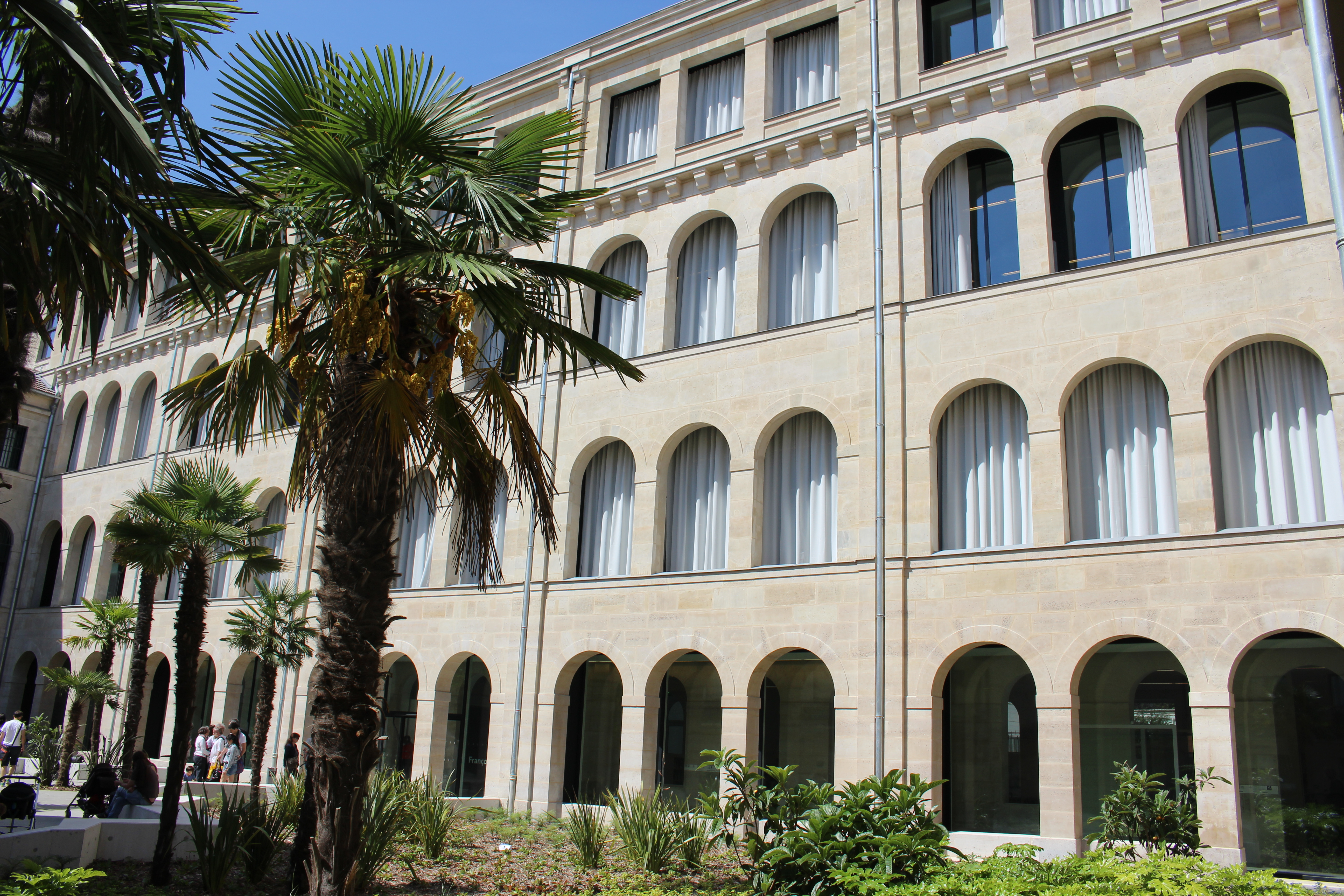
Médiathèque Françoise Sagan, 8 Rue Léon-Schwartzenberg, 75010 Paříž, Francie

Françoise Saganová, nepřechýleně Françoise Sagan, rodným jménem Françoise Quoirez (21. června 1935 Cajarc, département Lot – 24. září 2004 Honfleur, département Calvados) byla francouzská spisovatelka a dramatička. Její nejslavnější knihou je jeden z vůbec prvních jejích románů Bonjour Tristesse (česky: Dobrý den, smutku), který napsala již v roce 1954.
Roku 2008 byl o ní natočen životopisný film Bonjour Sagan, ve kterém ztvárnila její roli francouzská herečka Sylvie Testudová, jež byla posléze za svůj výkon nominována na Césara.

### Romány a novely
- Bonjour tristesse (Dobrý den, smutku, 1954)
- Un certain sourire (Jeden úsměv, 1956)
- Dans un mois, dans un an (Za měsíc, za rok, 1957)
- Aimez-vous Brahms... (Máte rádi Brahmse..., 1959)
- Les Merveilleux Nuages (Nádherná oblaka, 1961)
- La Chamade (1965)
- Le Garde du cœur (Stráž srdce, 1968)
- Un peu de soleil dans l'eau froide (Trochu slunce ve studené vodě, 1969)
- Des bleus à l'âme (Modřiny na duši, 1972)
- Un profil perdu (Ztracený profil, 1974)
- Des yeux de soie (Hedvábné oči, 1975)
- Le Lit défait (Rozestlaná postel, 1977)
- Le Chien couchant (Ležící pes, 1980)
- La Femme fardée (1981)
- Musiques de scènes (Scénické hudby, 1981)
- Un orage immobile (Nehybná bouře, 1983)
- De guerre lasse (O unavené válce, 1985)
- La Maison de Raquel Vega (Dům Raquel Vegy, 1985)
- Un sang d'aquarelle (Akvarelová krev, 1987)
- La Laisse (1989)
- Les Faux-fuyants (1991)
- Un chagrin de passage (Přechodný zármutek, 1993)
- Le Miroir égaré (Ztracené zrcadlo, 1996)

### Publicistické knihy
- Toxiques (1964)
- Il est des parfums (Jsou parfémy, 1973)
- Réponses (Odpovědi, 1975)
- Avec mon meilleur souvenir (Se srdečným pozdravem, 1984)
- Sarah Bernhardt: Le Rire incassable (Nezlomný smích, 1987)
- Au marbre (Do mramoru, 1988)
- Répliques (Repliky, 1992)
- ...Et toute ma sympathie (S plnou mojí sympatií, 1993)
- Derrière l'épaule (Za ramenem, 1998)
- Bonjour New-York (2007)
- Un certain regard (Jistý pohled, 2008)
- Maisons louées (Najaté domy, 2008)
- Le régal des chacals (2008)
- Au cinéma (2008)
- De très bons livres (Velmi dobré knihy, 2008)
- La Petite Robe noire (Malé černé šaty, 2008)
- Lettre de Suisse (Dopis ze Švýcar, 2008)

### Divadelní hry
- 1958 - Le Rendez-vous manqué (Zmeškané sekání)
- 1960 - Château en Suède (Zámek ve Švédsku)
- 1961 - Les Violons parfois (Někdy i housle)
- 1963 - La Robe mauve de Valentine
- 1964 - Bonheur, impair et passe
- 1966 - Le Cheval évanoui (Kůň ve mdlobách)
- 1970 - L'Écharde
- 1970 - Un piano dans l'herbe (Piano v trávě)
- 1978 - Il fait beau jour et nuit (Je krásně ve dne v noci)
- 1987 - L'Excès contraire

### Filmové scénáře
- 1963 - Landru de Claude Chabrol
- 1970 - Le Bal du comte d'Orgel de Marc Allégret
- 1974 - Encore un hiver (Ještě jednu zimu)
- 1977 - Les Borgia ou le Sang doré d'Alain Dhenault
- 1977 - Les Fougères bleues (Modré kapradiny)

## Česky a slovensky vyšlo
- Dobrý deň, smútok; Akýsi úsmev. Bratislava 1991
- Dva romány o lásce. Praha 2002
- Hedvábné oči. Praha 1987
- Hedvábné pouto. Praha 1993
- Jeden úsměv. Praha 1967
- Kůň ve mdlobách. Praha 1968
- Máte ráda Brahmse; Jeden úsměv. Praha 2001
- Mé nejhezčí vzpomínky. Praha 1990
- Nádherná oblaka. Praha 2013
- O mesiac, o rok. Bratislava 1964
- Sarah Bernhardtová: nezničitelný smích. Praha 1994
- Strážce srdce. Praha 2012
- Tři romány o lásce. Praha 1970
- Zámek ve Švédsku; Někdy i housle. Praha 1967
- Zrcadlo. Praha 1999